# 安果
安果（或称为安硫磷）是一种含氮有机化合物，化学式C6H12NO4PS2，属于二硫代磷酸酯类化合物，能用作杀螨剂和杀虫剂，被美国环境保护局（EPA）列入极度危险物质列表。